# Cesarea (Israel)

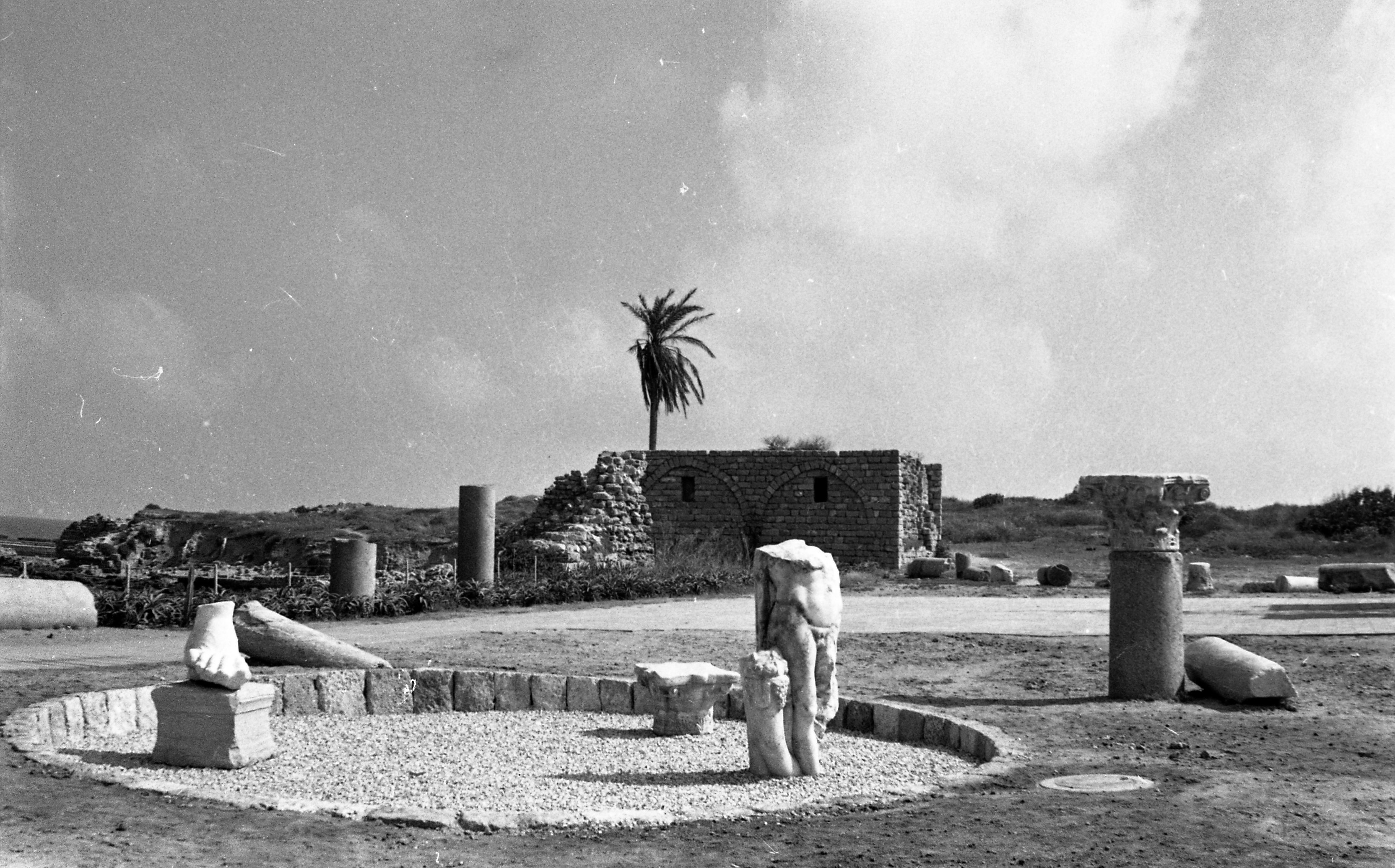
Vista de Cesarea, 1969

Cesarea (hebreo: קיסריה, Qesarya; en árabe: قيسارية‎, Kaysaria; en griego: Καισάρεια) es una localidad en el distrito de Haifa (Israel) que ha crecido en las afueras de la histórica Cesarea Marítima. Está localizada a medio camino entre Tel Aviv (45 km) y Haifa, sobre la costa mediterránea Israelí, cerca de la ciudad de Hadera. La moderna Cesarea, con una población de 4500 habitantes, es la única localidad israelí administrada por una organización privada, la Corporación para el Desarrollo de Cesarea; está organizada como un asentamiento comunitario, aunque no como un kibutz o moshav. Es una ciudad construida en Honor al emperador romano César Augusto. Hoy es un pequeño enclave de valor arqueológico declarado parque nacional. Conserva ruinas romanas, bizantinas y de las cruzadas; además posee un acueducto romano y un anfiteatro.